# St. Jakobus der Ältere (Rabenden)

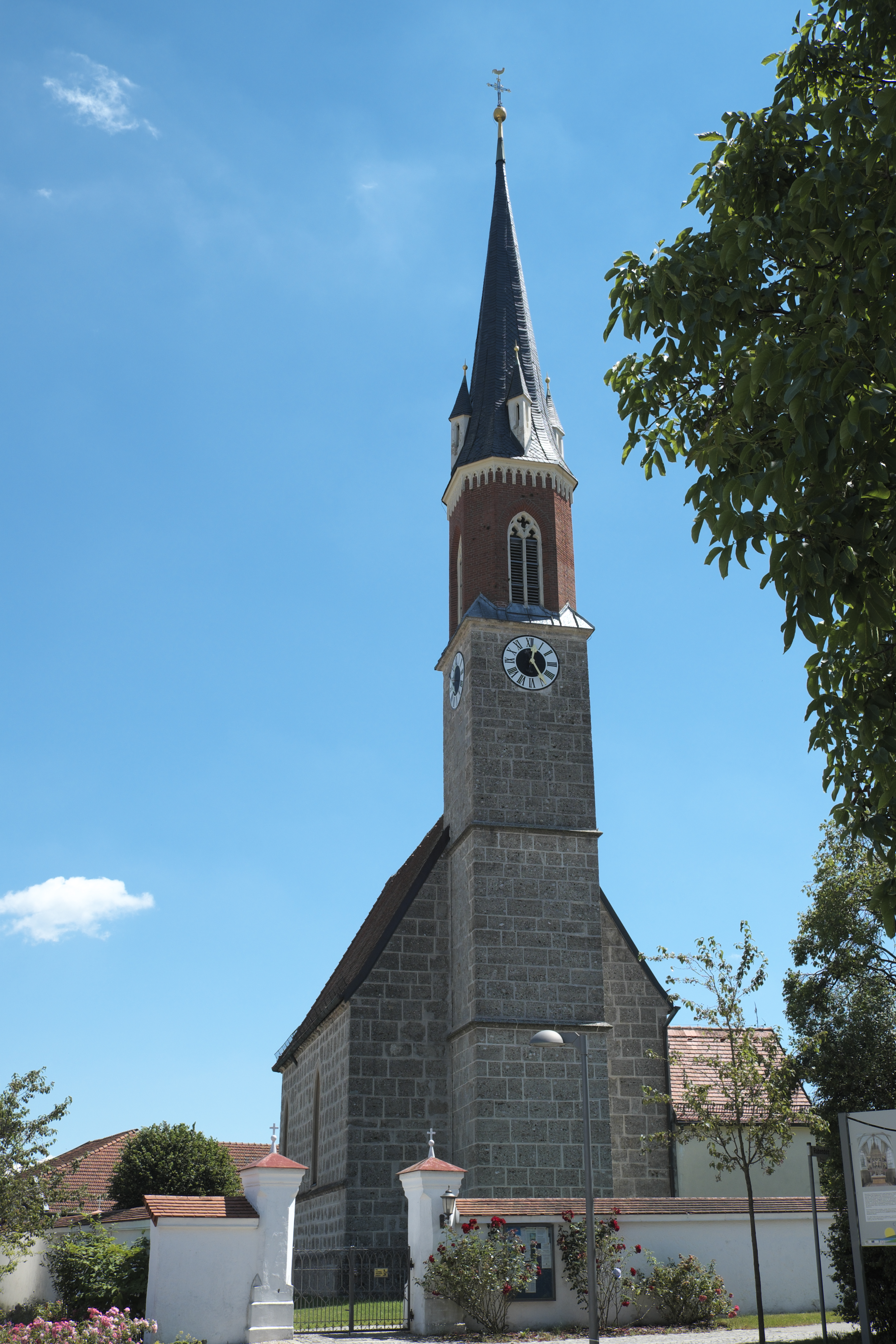
Kirche St. Jakobus

Die katholische Filialkirche St. Jakobus in Rabenden, einem Gemeindeteil der Gemeinde Altenmarkt an der Alz im oberbayerischen Landkreis Traunstein, wurde in der Mitte des 15. Jahrhunderts im Stil der Spätgotik errichtet. Bedeutendstes Ausstattungsstück ist der Hochaltar aus dem frühen 16. Jahrhundert, der als Hauptwerk des Meisters von Rabenden gilt. Auf dem Friedhof stehen über 50 schmiedeeiserne Grabkreuze aus dem 18. und 19. Jahrhundert, die zum Teil aus anderen Friedhöfen der Umgebung stammen. Die Kirche gehört zu den geschützten Baudenkmälern in Bayern.

## Geschichte

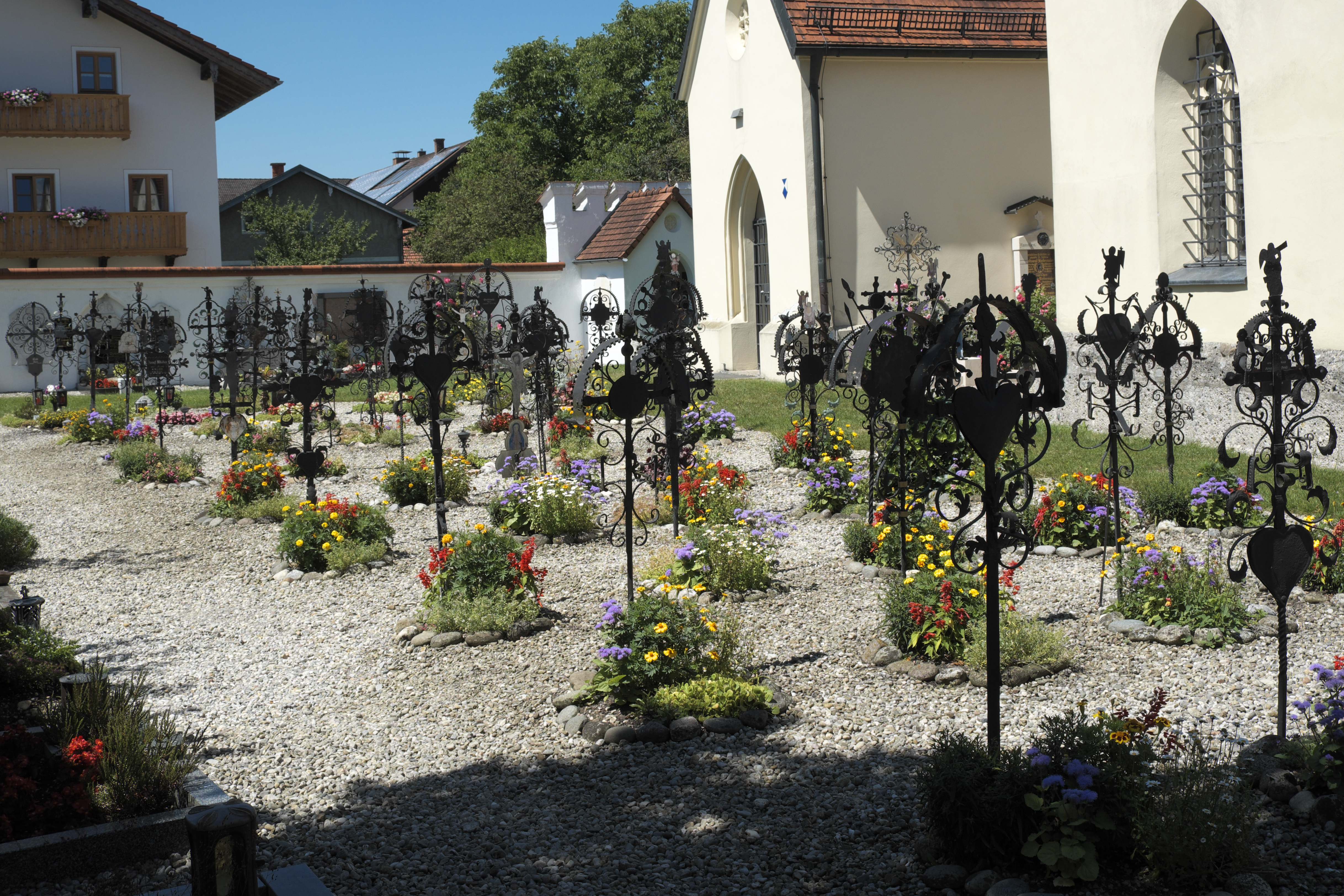
Grabkreuze

Nach einer späteren Kopie der Konsekrationsurkunde wurde die Kirche von Rabenden im Jahr 1458 geweiht. Nach der Säkularisation sollte die Kirche, die bis dahin von Umbaumaßnahmen weitgehend verschont geblieben war, abgebrochen werden. Um 1855 entschloss man sich, den Innenraum im Stil der Neugotik umzugestalten. Der linke Seitenaltar, das Gestühl und die Empore wurden neu angefertigt. Um 1860 wurde der Turm um ein neues Obergeschoss mit Spitzhelm erhöht.

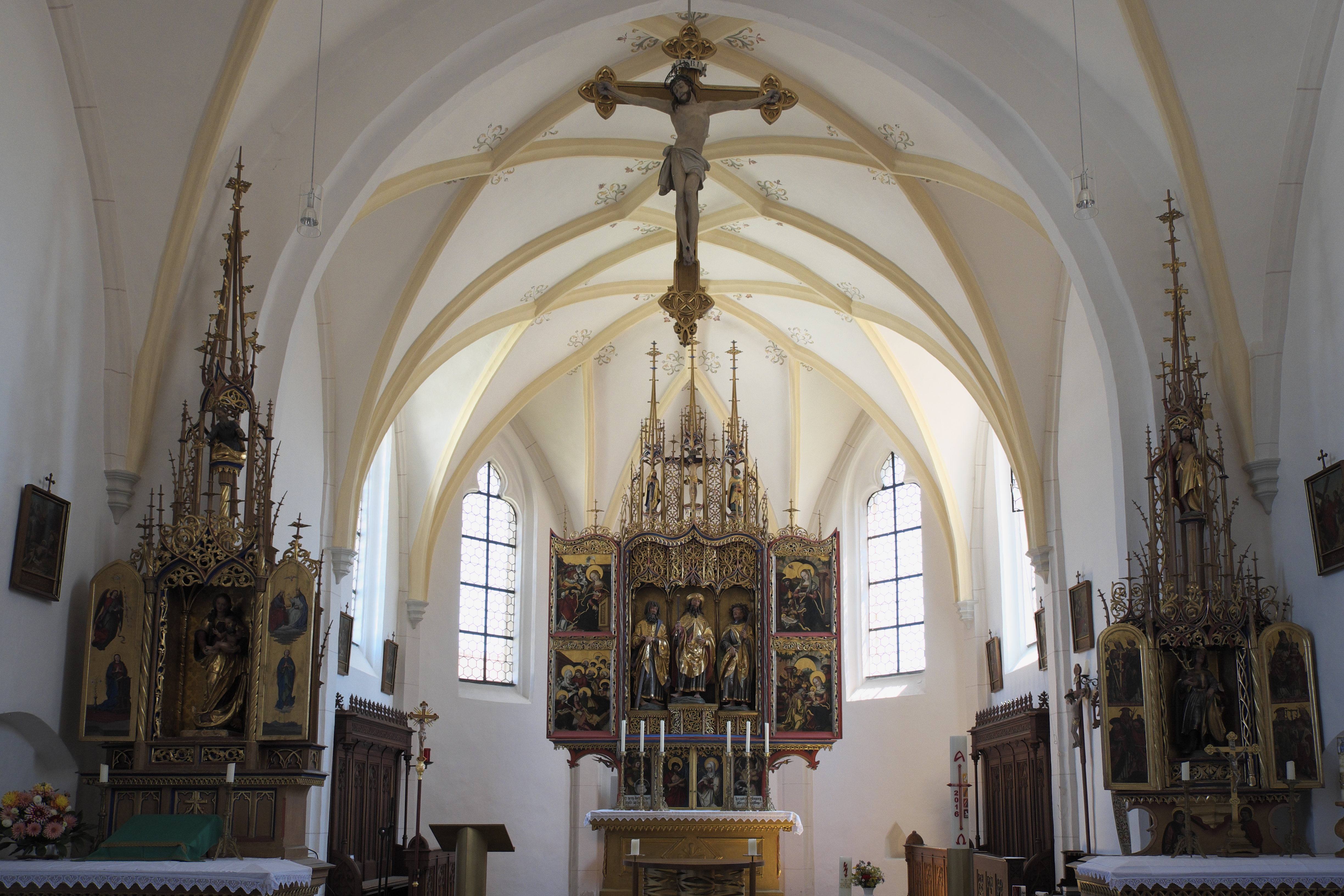
Innenraum

## Architektur
Die Kirche ist aus Nagelfluhquadern errichtet, das oktogonale Obergeschoss des an die Westfassade angebauten Glockenturms hebt sich durch sein Ziegelmauerwerk vom restlichen Gebäude ab.
Die Kirche ist als Saalbau angelegt und in drei Joche gegliedert. Der leicht eingezogene Chor ist fünfseitig geschlossen. In ihrem Aufbau entspricht die Rabender Kirche den spätgotischen Dorfkirchen der Region. Chor und Langhaus werden von einem Netzgewölbe gedeckt, dessen Rippen auf flachen Wandpfeilern mit profilierten Konsolen aufliegen.

## Hochaltar des Meisters von Rabenden

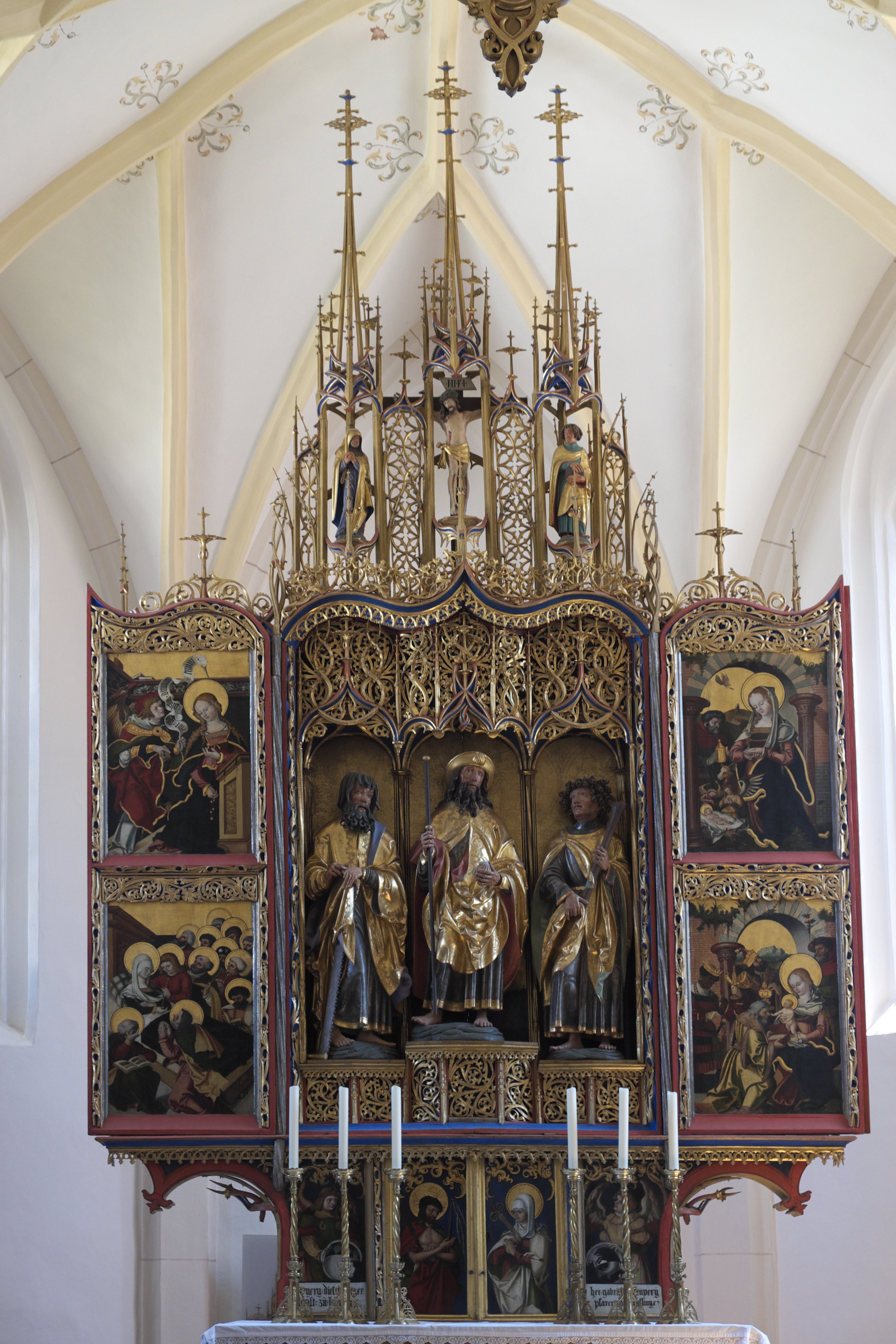
Hochaltar des Meisters von Rabenden

Auf den beiden Bildtafeln der Predella sind Jesus mit den Leidenswerkzeugen und Maria als Schmerzensmutter dargestellt. Die beiden Wappen – für den Propst des Augustiner-Chorherrenstiftes Baumburg, Georg Dietrichinger, und den Pfarrer von Truchtlaching, Gabriel Gessenberger – weisen auf eine Entstehungszeit des Altars in den Jahren zwischen 1510 und 1515 hin.
Der Schrein wird von geschnitztem Maßwerk gerahmt und ist nach oben mit einem Kielbogen abgeschlossen. In seiner Mitte steht der Schutzpatron der Kirche, der Apostel Jakobus der Ältere, links der Apostel Simon und rechts der Apostel Thaddäus. Jakobus hält in der einen Hand den Pilgerstab und in der anderen die Jakobsmuschel, Simon ist mit seinem Attribut, der Säge, dargestellt, Thaddäus mit der Keule.
Auf den seitlichen Bildtafeln sind die Verkündigung (oben links), die Geburt Jesu (oben rechts), die Anbetung der Heiligen Drei Könige (unten rechts) und der Marientod (unten links) dargestellt. Auf der Rückseite dieser Tafeln sind die vier lateinischen Kirchenväter Hieronymus, Papst Gregor der Große, Augustinus und Ambrosius abgebildet. Auf den Standflügeln, die nur bei geschlossenem Zustand in Erscheinung treten, sieht man links oben den heiligen Sebastian mit den Pfeilen, mit denen er gemartert wurde, und unten den heiligen Georg, der mit dem Drachen kämpft. Auf der rechten Seite ist oben der heilige Florian zu erkennen, der mit einem Wassereimer ein Feuer löscht, und unten Jakobus, der als Pilger gekleidet ist und die Jakobsmuschel in der Hand hält. Auf der Rückseite des Altars, der dem Kirchenraum abgewandten Seite, sind Christus als Weltenrichter und das Schweißtuch der Veronika zu sehen.
Im Gesprenge, unter filigranen Maßwerkbaldachinen, ist eine Kreuzigungsgruppe mit den Assistenzfiguren Maria und Johannes eingestellt.

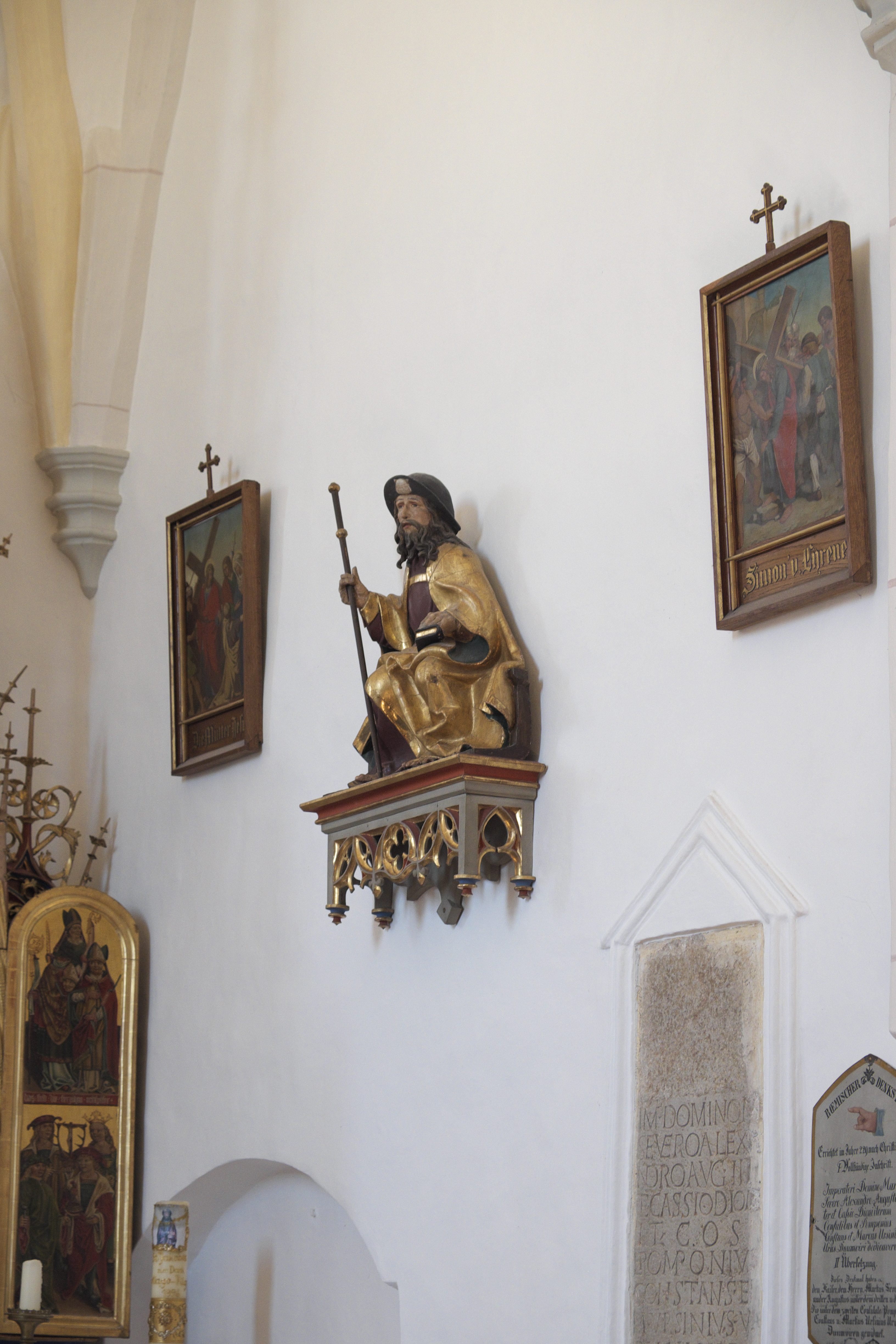
Jakobus der Ältere, unten römischer Weihestein

## Weitere Ausstattung
- Der nördliche Seitenaltar wurde 1856 angefertigt. Die Mondsichelmadonna stammt aus der Zeit um 1520/30.
- Der südliche Seitenaltar aus der Zeit um 1510/15 wird der Werkstatt des Meisters von Rabenden zugeschrieben. Die Schnitzfigur im Schrein stellt den heiligen Eustachius dar, im Gesprenge steht ein Auferstehungschristus. Auf den seitlichen Tafeln sind die vierzehn Nothelfer dargestellt.
- Die sitzende Figur des Apostels Jakobus des Älteren an der südlichen Langhauswand und das Vesperbild an der nördlichen Langhauswand werden in die 1520er Jahre datiert und ebenfalls dem Umfeld des Meisters von Rabenden zugeordnet.
- Im Turm hängt ein dreistimmiges Bronzegeläute in Schlagtonfolge c2 – es2 – f2.[2]
- Die Orgel ist eine rein mechanische Schleifladenorgel mit angehängtem Pedal. Sie wurde im 19. Jahrhundert von Max Maerz für St. Martin in Kienberg gebaut. 1888 wurde sie von Franz Borgias Maerz hierher transferiert. Im 20. Jahrhundert wurde die Disposition verändert.[3]

## Römischer Weihestein

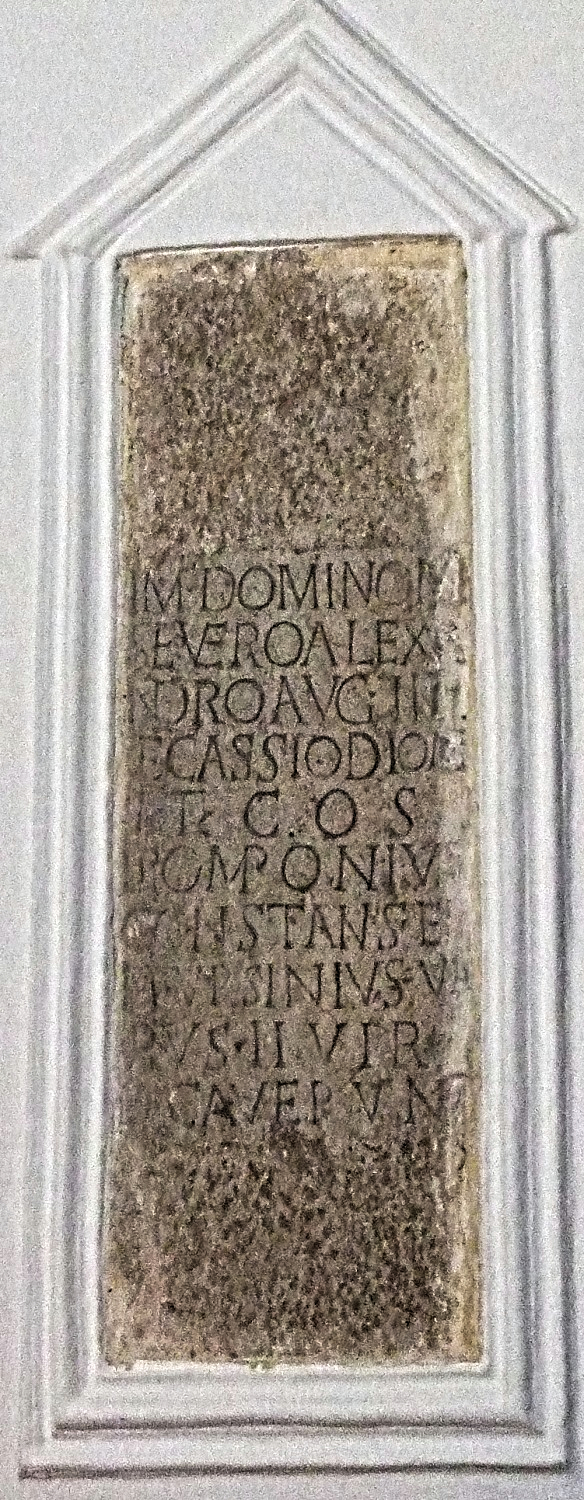
Römischer Weihestein

In der ersten Hälfte des 19. Jahrhunderts wurde in der Altarstufe des rechten Seitenaltares ein römischer Weihestein entdeckt. Seine Herkunft ist nicht geklärt. Der Stein ist aus Untersberger Marmor gearbeitet und hat eine Breite von 34 cm und eine Höhe von 95 cm. Die Inschrift auf der Vorderseite, in der die Namen der beiden römischen Konsuln Cassius Dio und Severus Alexander, des späteren Kaisers, genannt sind, ermöglicht eine Datierung in das Jahr 229 nach Christus. Der Weihestein wurde nach der Entnahme unweit der Fundstelle in die Südwand der Kirche eingemauert.
Die Inschrift lautet:
Imp(eratore) domino n(ostro) / Severo Alexa/ndro Aug(usto) III / et Cassio Dion(e) / it(erum) co(n)s(ulibus) / L(ucius) Pomponius / Constans et / M(arcus) Ursinius V[e]/rus IIvir(i) / dicaverun[t].